# Titan (Robertson)
Titan. Eine Liebesgeschichte auf hoher See (englisch Futility, or the Wreck of the Titan) ist ein 1898 erschienener Roman des amerikanischen Schriftstellers Morgan Robertson. Er handelt vom Passagierschiff Titan, das nach einem Zusammenstoß mit einem Eisberg im Nordatlantik sinkt. Als auffällig gelten die Parallelen zum Untergang der Titanic 14 Jahre später – Verfechter übersinnlicher Fähigkeiten sprechen deshalb von einer Vision Robertsons.

## Veröffentlichung
Ursprünglich wurde der Roman unter dem Titel Futility (Sinnlosigkeit) 1898 veröffentlicht. Die erste Auflage wurde nur sehr spärlich verkauft und ist heute sehr wertvoll. In einer Neuauflage 1912 nach dem Untergang der Titanic wurde der Titel in Futility, or The Wreck of the Titan (Sinnlosigkeit oder der Schiffbruch der Titan) geändert. Bei der Neuauflage wurden die technischen Daten der Titan geändert. Manche Autoren schreiben, dass die Daten an die der Titanic angepasst wurden, was jedoch nicht zutrifft. Vielmehr sieht es danach aus, dass die Titan das größte Schiff bleiben sollte und deshalb alle Maße bis auf die Länge angepasst wurden. Auch das Ende und damit die Moral der Erzählung wurden angepasst.

## Handlung
In der ersten Hälfte des Buches wird die Hauptfigur John Rowland eingeführt, ein heruntergekommener Alkoholiker und Ex-Leutnant der Royal Navy, der nun auf der Titan als Deckhelfer arbeitet. Das Schiff fährt von New York nach Liverpool. Die Titan kollidiert mit einem anderen Schiff namens Royal Age, das daraufhin sinkt. Doch der Kapitän ignoriert dies und setzt die Reise fort. Rowland will den Vorfall bei den Behörden melden. Deshalb ordnet der Kapitän an, ihn unter Drogen zu setzen und nachts auf den Ausguck zu schicken, damit seine Unzurechnungsfähigkeit allen auffällt. Rowland erkennt zu spät den herannahenden Eisberg, das Schiff kollidiert mit diesem und sinkt. Nach der Kollision mit dem Eisberg rettet Rowland Myra, die junge Tochter einer ehemaligen Geliebten, indem er mit ihr von Bord auf das Eis springt.
Die zweite Hälfte des Romans handelt von den Abenteuern Rowlands. Er rettet Myra ein zweites Mal, diesmal vor einem Eisbären. Hierbei werden jedoch beide schwer verletzt. Sie überleben mehrere Tage in einem angelandeten Rettungsboot und ernähren sich von dem Bärenfleisch, bis sie von einem vorüberfahrenden Schiff gerettet werden. Als Rowland mit Myra nach London kommt, soll er eine Aussage zum Hergang machen. Der Versicherer des Schiffs sowie die Reeder wollen ihn beeinflussen. Zuerst will er die Kollision mit der Royal Age bezeugen, als jedoch Myras Großvater, einer der Haupteigner der Titan, einem Herzinfarkt erliegt, entschließt er sich zu schweigen. Er erfährt, dass die Mutter von Myra auch überlebt hat, und begibt sich sofort nach New York. Nachdem er das Mädchen mit seinem letzten Geld neu eingekleidet hat, wird das ungleiche Paar – Myra fein gekleidet, er in Lumpen gehüllt – von einem Polizisten festgenommen. Myras Mutter behauptet, Rowland habe das Kind auf dem Schiff entführt. Deshalb wird er dem Richter vorgeführt, der ihn freispricht. Über einen Zeitraum von mehreren Jahren sieht er Myra nicht mehr. Er arbeitet sich wieder in der Gesellschaft hoch und erhält eine einträgliche Position bei der Regierung. Der Schluss des Romans erzählt, dass er eine Einladung seiner ehemaligen Geliebten erhält, die ihn zu sich und ihrer Tochter einlädt.

## Parallelen und Unterschiede zwischen der Titan und der Titanic
Kalman Tanito beschrieb in einer Analyse des Romans die Parallelen und Unterschiede zwischen der fiktiven Titan und der wirklichen Titanic. Der Beitrag wurde unter dem Titel The Titanic Commutator – The Official Journal of the Titanic Historical Society, Inc, im Jahre 1994 herausgebracht.
Folgende Parallelen lassen sich finden:
- Die Länge der Schiffe: Titanic 269 Meter, Titan 244 Meter.
- Beide Schiffe waren aus Stahl gebaut, hatten drei Propeller und zwei Masten.
- Beide Schiffe hatten wasserdichte Schotten. Die Titan hatte 19, die Titanic 16.
- Beide Schiffe galten als unsinkbar.
- Beide Schiffe waren zu ihrer Zeit die größten Passagierschiffe.
- Beide Schiffe konnten 3.000 Passagiere befördern.
- Die Bruttotonnage der Titan betrug 45.000, die der Titanic 46.328.
- Beide Schiffe verfügten über zu wenig Rettungsboote.
- Die letzte Fahrt der Schiffe fand im April statt.
- Beide Schiffe stießen mit einem Eisberg zusammen und wurden an der Steuerbordseite beschädigt.
- Die Orte, an denen die beiden Schiffe untergingen, waren nur ein paar hundert Meilen voneinander entfernt.
- Beide Schiffe gehörten britischen Reedereien, die ihren Sitz in Liverpool hatten und in New York eine Dependance am Broadway unterhielten.

Es gibt auch Unterschiede:
- Die Reise der beiden Schiffe fanden zwar im April statt, aber die Fahrt der Titan war keine Jungfernfahrt wie bei der Titanic.
- Die Titan verlässt New York, die Titanic dagegen hielt Kurs nach New York.
- Die Titan ist mit Segeln ausgerüstet, die Titanic nicht.
- Die Titan besitzt einen Yachtkiel, die Titanic nicht.
- Die Titan rammt ein Segelschiff, jedoch werden die Überlebenden ignoriert. Bei der Titanic gab es lediglich einen Beinahe-Unfall mit dem Dampfer „New York“ (im Hafen von Southampton).
- In der Nacht, in der die Titan den Eisberg rammt, ist dichter Nebel. Die Titanic-Katastrophe fand in einer klaren Nacht statt.
- Im Roman ist in jener Nacht von Mondschein die Rede, die Titanic sank in einer Neumondnacht.
- Die Titan schlittert auf dem Eisberg, bis sie aus dem Wasser ragt und dann auf die Steuerbordseite fällt. Die fallenden Maschinen reißen ein Loch in den Rumpf und dann rutscht die Titan zurück ins Wasser. Dabei werden die Rettungsboote der Steuerbordseite zerstört. Die Titanic dagegen riss sich den Rumpf an dem Eisberg auf. Durch die Kollision entstanden mehrere Lecks im Bereich der sechs vorderen Abteile. Die Rettungsboote der Steuerbordseite wurden nicht zerstört.
- Von den 3.000 Passagieren der Titan überleben nur dreizehn. Auf der Titanic verloren etwa 1.500 Passagiere ihr Leben. Es konnten um die 700 Menschenleben gerettet werden.
- John Rowland, die Hauptfigur des Romans, kämpft auf einem Eisberg gegen einen Eisbären. Das ist keiner Person während der Titanic-Katastrophe widerfahren.

## Vorahnung oder Zufall
Anhänger des Übernatürlichen führen die vielen Übereinstimmungen ins Feld, um die Annahme zu bekräftigen, bei Robertson handele es sich um einen wahrhaftigen Propheten. Es gilt allerdings zu bedenken, dass Zusammenstöße mit Eisbergen nicht sehr selten waren. Manche behaupten, der Zusammenstoß des Passagierdampfers Elbe mit dem Kohledampfer Crathie im Jahre 1895 und die Kollision der Arizona mit einem Eisberg hätten für den Roman Pate gestanden.
Bereits 18 Jahre vor der Veröffentlichung des Romans gab es ein eisernes Dampfschiff namens Titania, das am 9. Juli 1880 nach Kollision mit einem Eisberg im Nordatlantik innerhalb von drei Stunden sank.
Robertson selbst bestritt nach dem Untergang der Titanic die These, er habe eine übernatürliche Vorahnung gehabt. Vielmehr seien die auffälligen Übereinstimmungen auf seine besonderen Fachkenntnisse über den Schiffbau zurückzuführen.

## Rezeption
Die Parallelen des Romans zum Titanic-Untergang wurde in der Folge 5 der zweiten Staffel der Fernsehserie X-Factor: Das Unfassbare aufgegriffen, der Name des Autors wurde jedoch in Harris Fisher abgeändert.

## Ausgaben

### Deutsche Ausgabe
- Titan. Eine Liebesgeschichte auf hoher See. Heyne, München 1997, ISBN 3-453-12358-1.

### Englische Ausgaben
- Futility: The Wreck of the Titan., Scarce, 1898, Mansfield.
- The Wreck of the Titan, or, Futility., McKinley, Stone & Mackenzie, NY 1912
- The Wreck of the Titan or, Futility., McClure’s Magazine, NY 1914.
- Wreck of the Titan, or Futility., C’s P.,U.S.A.,Revised ed of 1898 e., 14. Oktober 1974  ISBN 0-911962-09-3
- The Wreck of the Titan or Futility., Buccaneer Books Inc, 12.1991 ISBN 0-89966-821-6
- Futility/the Wreck of the Titan., Virtual Ink, Mai 1998 ISBN 0-9665458-1-8 (Ausgabe zum 100-jährigen Jubiläum)
- The Wreck of the Titan or Futility., Indypublish.com, 12. August 2008 ISBN 1-4378-3758-1

### Digitalisate
- Librivox recording of Futility, Or the Wreck of the Titan from Morgan Robertson.
- The Wreck of the Titan: Or, Futility (1912) 1. Version bei archive.org
- The Wreck of the Titan: Or, Futility (1912) 2. Version bei archive.org
- Futility: Or, The Wreck of the Titan bei ebooks.gutenberg.us (Memento vom 27. Mai 2010 im Internet Archive)